# Šenkovići (Novi Travnik)
Pour les articles homonymes, voir Šenkovići.
Šenkovići (en cyrillique : Шенковићи) est un village de Bosnie-Herzégovine. Il est situé dans la municipalité de Novi Travnik, dans le canton de Bosnie centrale et dans la fédération de Bosnie-et-Herzégovine. Selon les premiers résultats du recensement bosnien de 2013, il compte 459 habitants.

## Histoire
La vieille mosquée de Šenkovići, construite à la fin du XVIe siècle ou au début du XVIIe siècle, est inscrite sur la liste des monuments nationaux de Bosnie-Herzégovine.

## Démographie

### Évolution historique de la population
| 1948 | 1953 | 1961 | 1971 | 1981 | 1991 | 2013 |
| ---- | ---- | ---- | ---- | ---- | ---- | ---- |
| -    | -    | 375  | 481  | 541  | 593  | 459  |

|  |

### Communauté locale
En 1991, la communauté locale de Šenkovići comptait 1 565 habitants, répartis de la manière suivante :